# Valentín Balassi
El barón Valentín Balassi de Kékkő y de Gyarmat (en húngaro: Balassi Bálint), , (Zólyom, 20 de octubre de 1554 - Esztergom, 30 de mayo de 1594), fue un poeta de Hungría, que escribió principalmente en idioma húngaro pero también en turco y eslovaco. Es considerado como el fundador de la poesía lírica húngara moderna.

## Biografía
La primera obra de Balassi fue una traducción de la obra de Michael Bock Wurlzgertlein für die krancken Seelen, (publicada en Cracovia), destinada a reconfortar a su padre, exiliado a Polonia. Durante el proceso de rehabilitación de su padre, Valentín lo acompañó a la corte, donde en 1572 también tomó parte en una dieta en Pressburg (la actual Bratislava), capital de la Hungría Real. Después se unió al ejército y luchó contra los turcos como oficial en la fortaleza de Eger, en el noreste de Hungría. Allí se enamoró de Anna Losonczi, la hija de un capitán Temesvár, que al parecer correspondió a sus pretensiones, aunque después dicha mujer se casó con otro hombre.
En 1574 Valentín fue enviado al campamento de Gáspár Békes para asistirle en su lucha contra Esteban I Báthory; pero sus tropas fueron interceptadas y dispersadas durante el viaje, y Balassi fue hecho prisionero. Su cautividad duró dos años, durante los cuales acompañó a Báthory cuando fue coronado como Rey de Polonia. Valentín volvió a Hungría poco antes de la muerte de su padre, János Balassi.
En 1584 Balassi se casó con su prima, Krisztina Dobó, hija de un comandante. Este matrimonio fue la causa de muchas de sus desgracias posteriores: los avariciosos parientes de su mujer casi lo arruinaron con procesos legales, y cuando en 1586 se convirtió al Catolicismo para escapar a las persecuciones, le acusaron de haberse hecho musulmán, al igual que su hijo. Esta época turbulenta de su vida se terminó en 1589, cuando fue invitado a Polonia para servir en la inminente guerra con Turquía. La guerra finalmente no se declaró, y Balassi volvió a Hungría en 1591. Volvió a unirse al ejército, y murió de las heridas recibidas en el sitio de Esztergom ese mismo año. 

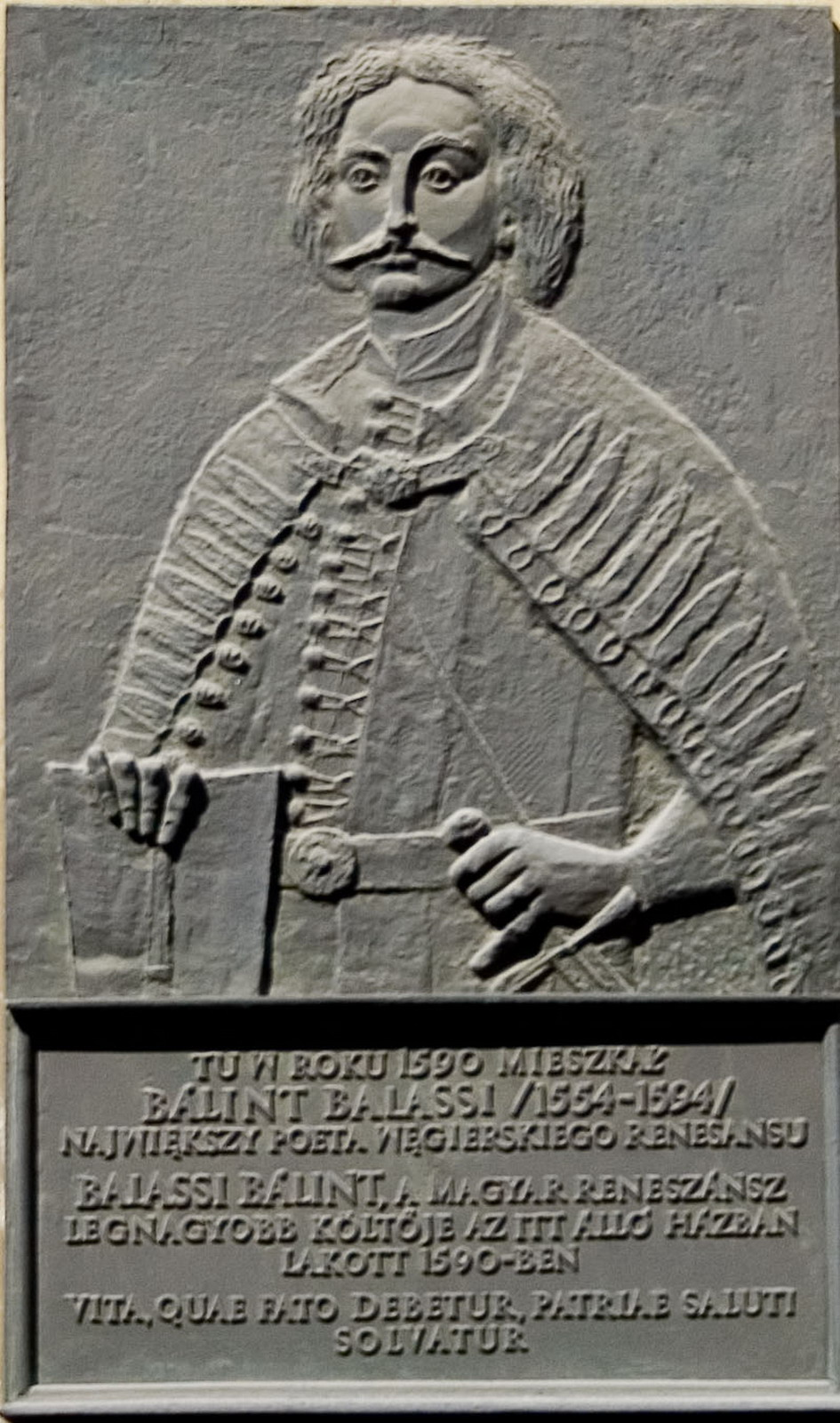
Placa conmemorativa de Valentín Balassi en Cracovia.

## Obra poética
Los poemas de Balassi se dividen en cuatro categorías: himnos religiosos, canciones patrióticas y marciales, poemas de amor y adaptaciones del latín o el alemán. Su estilo es muy original, en especial en las composiciones amorosas y eróticas, que son las mejores. Durante generaciones circularon manuscritas, y no se imprimieron hasta 1874, cuando Farkas Deák descubrió una copia perfecta en la biblioteca Radványi. Se puede decir que la literatura húngara no volvió a ofrecer estos niveles de belleza poética y sentimiento apasionado hasta la aparición de Miguel Csokonai Vitéz y Sándor Petőfi, ya durante el Romanticismo. Balassi fue también el inventor de la estrofa que lleva su nombre, con una estructura "a a b c c b d d b", es decir, tres pareados alternados con un tercer verso rimado.